# Dov'è finita la 7ª compagnia?
Dov'è finita la 7ª compagnia? (Mais où est donc passée la septième compagnie ?) è un film del 1973 diretto da Robert Lamoureux.

## Sequel
Il film ebbe due seguiti, per un totale quindi di tre pellicole:
- Tre eroi in fuga (On a retrouvé la 7ème compagnie !) (1975)
- La 7ème compagnie au clair de lune (1977)

L'ultimo film è inedito in Italia.